# Seznam evroposlancev iz Združenega kraljestva (1989–1994)
Seznam evroposlancev iz Združenega kraljestva' v mandatu 1989-1994.

## Seznam
| Ime                      | Stranka               | Okrožje                             |
| A                        |                       |                                     |
| Gordon Adam              | Delavska stranka      | Northumbria                         |
| B                        |                       |                                     |
| Richard Balfe            | Delavska stranka      | London South Inner                  |
| Roger Barton             | Delavska stranka      | Sheffield                           |
| Christopher Beazley      | Konzervativna stranka | Cornwall & Plymouth                 |
| Peter Beazley            | Konzervativna stranka | Bedfordshire South                  |
| Lord Bethell             | Konzervativna stranka | London North West                   |
| John Bird                | Delavska stranka      | Midlands West                       |
| David Bowe               | Delavska stranka      | Cleveland & Yorkshire North         |
| Janey Buchan             | Delavska stranka      | Glasgow                             |
| C                        |                       |                                     |
| Bryan Cassidy            | Konzervativna stranka | Dorset East & Hampshire West        |
| Sir Frederick Catherwood | Konzervativna stranka | Cambridgeshire & Bedfordshire North |
| Ken Coates               | Delavska stranka      | Nottingham                          |
| Kenneth Collins          | Delavska stranka      | Strathclyde East                    |
| Peter Crampton           | Delavska stranka      | Humberside                          |
| Christine Crawley        | Delavska stranka      | Birmingham East                     |
| D                        |                       |                                     |
| Margaret Daly            | Konzervativna stranka | Somerset & Dorset West              |
| Wayne David              | Delavska stranka      | Wales South                         |
| Alan Donnelly            | Delavska stranka      | Tyne and Wear                       |
| E                        |                       |                                     |
| Hon. James Elles         | Konzervativna stranka | Oxford & Buckinghamshire            |
| Michael Elliott          | Delavska stranka      | London West                         |
| Winifred Ewing           | SNP                   | Highlands and Islands               |
| F                        |                       |                                     |
| Alex Falconer            | Delavska stranka      | Scotland Mid & Fife                 |
| Glyn Ford                | Delavska stranka      | Greater Manchester East             |
| G                        |                       |                                     |
| Pauline Green            | Delavska stranka      | London North                        |
| H                        |                       |                                     |
| Lyndon Harrison          | Delavska stranka      | Cheshire West                       |
| Michael Hindley          | Delavska stranka      | Lancashire East                     |
| Geoff Hoon               | Delavska stranka      | Derbyshire                          |
| Paul Howell              | Konzervativna stranka | Norfolk                             |
| Stephen Hughes           | Delavska stranka      | Durham                              |
| John Hume                | SDLP                  | Severna Irska                       |
| J                        |                       |                                     |
| Caroline Jackson         | Konzervativna stranka | Wiltshire                           |
| Christopher Jackson      | Konzervativna stranka | Kent East                           |
| K                        |                       |                                     |
| Edward Kellett-Bowman    | Konzervativna stranka | Hampshire Central                   |
| L                        |                       |                                     |
| Alfred Lomas             | Delavska stranka      | London North East                   |
| M                        |                       |                                     |
| David Martin             | Delavska stranka      | Lothians                            |
| Henry McCubbin           | Delavska stranka      | Scotland North East                 |
| Michael McGowan          | Delavska stranka      | Leeds                               |
| Anne McIntosh            | Konzervativna stranka | Essex North East                    |
| Hugh McMahon             | Delavska stranka      | Strathclyde West                    |
| Edward McMillan-Scott    | Konzervativna stranka | York                                |
| Tom Megahy               | Delavska stranka      | Yorkshire South West                |
| James Moorhouse          | Konzervativna stranka | London South & Surrey East          |
| David Morris             | Delavska stranka      | Wales Mid & West                    |
| N                        |                       |                                     |
| Stanley Newens           | Delavska stranka      | London Central                      |
| Edward Newman            | Delavska stranka      | Greater Manchester Central          |
| Bill Newton Dunn         | Konzervativna stranka | Lincolnshire                        |
| James Nicholson          | OUP                   | Severna Irska                       |
| O                        |                       |                                     |
| Christine Oddy           | Delavska stranka      | Midlands Central                    |
| Lord O'Hagan             | Konzervativna stranka | Devon                               |
| P                        |                       |                                     |
| Ian Paisley              | DUP                   | Severna Irska                       |
| Ben Patterson            | Konzervativna stranka | Kent West                           |
| Lord Plumb               | Konzervativna stranka | Cotswolds                           |
| Anita Pollack            | Delavska stranka      | London South West                   |
| Derek Prag               | Konzervativna stranka | Hertfordshire                       |
| Peter Price              | Konzervativna stranka | London South East                   |
| Christopher Prout        | Konzervativna stranka | Shropshire & Stafford               |
| R                        |                       |                                     |
| Patricia Rawlings        | Konzervativna stranka | Essex South West                    |
| Mel Read                 | Delavska stranka      | Leicester                           |
| S                        |                       |                                     |
| James Scott-Hopkins      | Konzervativna stranka | Hereford & Worcester                |
| Barry Seal               | Delavska stranka      | Yorkshire West                      |
| Madron Seligman          | Konzervativna stranka | Sussex West                         |
| Richard Simmonds         | Konzervativna stranka | Wight & Hampshire East              |
| Anthony Simpson          | Konzervativna stranka | Northamptonshire                    |
| Brian Simpson            | Delavska stranka      | Cheshire East                       |
| Alex Smith               | Delavska stranka      | Scotland South                      |
| Llewellyn Smith          | Delavska stranka      | Wales South East                    |
| Tom Spencer              | Konzervativna stranka | Surrey West                         |
| John Stevens             | Konzervativna stranka | Thames Valley                       |
| George Stevenson         | Delavska stranka      | Staffordshire East                  |
| Kenneth Stewart          | Delavska stranka      | Merseyside West                     |
| Jack Stewart-Clark       | Konzervativna stranka | Sussex East                         |
| T                        |                       |                                     |
| Gary Titley              | Delavska stranka      | Greater Manchester West             |
| John Tomlinson           | Delavska stranka      | Birmingham West                     |
| Carole Tongue            | Delavska stranka      | London East                         |
| Amedee Turner            | Konzervativna stranka | Suffolk                             |
| V                        |                       |                                     |
| Richard Fletcher-Vane    | Konzervativna stranka | Cumbria & Lancashire North          |
| W                        |                       |                                     |
| Michael Welsh            | Konzervativna stranka | Lancashire Central                  |
| Norman West              | Delavska stranka      | Yorkshire South                     |
| Ian White                | Delavska stranka      | Bristol                             |
| Joe Wilson               | Delavska stranka      | Wales North                         |
| Terry Wynn               | Delavska stranka      | Merseyside East                     |